# Herbert Zanker
Herbert Zanker (* 3. Dezember 1963 in Böhmfeld) ist ein deutscher Fußballtrainer und Kommunalpolitiker.

## Sportlicher Werdegang
Der hauptberuflich ursprünglich als Konstrukteur und Planer bei Audi tätige Zanker war als Trainer im bayerischen Amateurfußball tätig und trainierte unter anderem Anfang der 1990er Jahre den VfB Eichstätt. Später arbeitete er lange Zeit als Jugendtrainer. Nachdem er zeitweise für die U19-Mannschaft des FC Ingolstadt zuständig gewesen war, unterstützte er ab Januar 2006 den georgischen Fußballverband in der Nachwuchsarbeit. Parallel war zeitweise im Trainerstab von Klaus Toppmöller für die georgische A-Nationalmannschaft tätig. Nach der Trennung von Toppmöller unterstützte er den Interimstrainer Petar Šegrt. Anschließend blieb Zanker in Georgien und übernahm das Traineramt bei Baia Sugdidi, in der Spielzeit 2008/09 erreichte er mit der Mannschaft einen Mittelfeldplatz in der höchsten georgischen Liga.
Später trainierte Zanker den Kreisligaklub FC Gerolfing, ehe er im Februar 2013 als Trainerassistent von Paul Sauter zum SSV Ulm 1846 stieß. Nach dem Rücktritt Sauters im Herbst übernahm er zusammen mit Ex-Profi Oliver Unsöld als Trainderudo die Verantwortung für den seinerzeitigen Südwest-Regionalligisten. Nach der Insolvenz des Vereins wurde sein Arbeitsverhältnis im April 2014 aufgelöst und der Klub in die Oberliga Baden-Württemberg versetzt. Im Sommer 2014 wurde er als neuer Cheftrainer des in die Bayernliga abgestiegenen TSV 1896 Rain verpflichtet, im Oktober nach einer Serie von fünf Spielen ohne Sieg nach einer 0:1-Niederlage gegen den direkten Konkurrenten um den Aufstieg FC Unterföhring aber auf dem vierten Platz stehend beurlaubt.

## Persönliches
Bei den Kommunalwahlen in Bayern 2020 forderte Zanker in seinem Heimatort Nassenfels als Kandidat einer Bürgerliste den amtierenden Bürgermeister Thomas Hollinger von der CSU heraus. Zu dieser Zeit war er für Leadec als Leiter im Engineering-Bereich tätig. Letztlich errang er einen der 14 Sitze im Gemeinderat.